# Víctor Bielich
Víctor Bielich (ur. 7 sierpnia 1916, zm. marzec 1940) – piłkarz peruwiański, napastnik.
Jako piłkarz klubu Municipal Lima wziął udział w turnieju Copa América 1939, gdzie Peru zdobyło mistrzostwo Ameryki Południowej. Bielich zagrał w trzech meczach – z Chile, Paragwajem i Urugwajem (zdobył bramkę, później na boisku zmienił go Pedro Ibáñez).
Bielich od 11 sierpnia 1938 roku do 12 lutego 1939 roku rozegrał w reprezentacji Peru 5 meczów i zdobył 4 bramki.